# Meloimorpha
Meloimorpha là một chi dế trong họ Grylloidea thuộc phân họ Cachoplistinae và tông Homoeogryllini. Các loài dế trong chi này được ghi nhan có phân bố ở Ấn Độ, Trung Quốc, Hàn Quốc, Nhật Bản và Việt Nam nhưng lại không được ghi nhận ở các nước khác trong bán đảo Trung-Ấn (bán đảo Đông Dương).

## Species
Theo cuốn Orthoptera Species File thì các loài trong chi này bao gồm:
- Meloimorpha albicornis Walker, 1869
- Meloimorpha cincticornis Walker, 1870 - loài mẫu
- Meloimorpha indica Agarwal & Sinha, 1988
- Meloimorpha japonicus Haan, 1842 loài nổi tiếng, đi vào thơ ca của Nhật Bản